# 肖爾克里克德賴夫 (密蘇里州)
肖爾克里克德賴夫（英語：Shoal Creek Drive）是位於美國密蘇里州牛頓縣的村。

## 人口
根據2020年美國人口普查的數據，肖爾克里克德賴夫的面積為1.22平方千米，皆為陸地。當地共有人口356人，而人口密度為每平方千米292人。